# François d’Avrange d’Haugéranville
François d’Avrange d’Haugéranville (* 4. November 1745 in Saint-Avold, Département Moselle; † 29. Oktober 1823 in Saargemünd) war ein französischer Maréchal de camp der Infanterie.

## Leben und Wirken
Die Familie d’Avrange war eine Offiziersfamilie mit langer Tradition. François d’Avrange war ein Sohn von Jean Pierre d’Avrange, der im régiment royal Bavière als Offizier diente, und dessen Ehefrau Élisabeth Hulli, deren Vater und Brüder ebenfalls in der königlichen Armee dienten.
Mit elf Jahren kam d’Avrange am 5. Februar 1756 als Kadett zu den Gendarmes de la garde. Auf Grund seines Alters benötigte er dazu eine Genehmigung, die er von Marschall Charles de Rohan, prince de Soubise bekam.
Zwischen 1757 und 1767 konnte dich d’Avrange in verschiedenen Feldzügen durch Mut und Tapferkeit auszeichnen. Nach einigen Beförderungen kam er 1768 als Aide-de-camp zu General d’Ennery. Er war mit diesem 1768/69 auf Korsika stationiert und kämpfte u. a. in der Schlacht bei Ponte Novu (8./9. Mai 1769) und Borgo (8./10. Oktober 1768).
Am 8. April 1779 beförderte man d’Avrange zum Major der Garde de la porte (→Maison militaire du roi de France). Am 22. Juni desselben Jahres heiratete er in der Kapelle des Hôtel de la guerre in Versailles Thérèse Berthier (1760–1827), eine Tochter des Architekten Jean-Baptiste Berthier (1721–1794). Das Ehepaar hatte drei Kinder: François Charles d’Avrange d’Haugéranville, Amédée d’Avrange d’Haugéranville (1792–1858) und Virginie (* 1794).
Zu Beginn der Revolution war d’Avrange noch treu den Bourbonen ergeben, wurde aber bald schon zu einem glühenden Anhänger Napoleon Bonapartes. Am 1. März 1791 ernannte man ihn zum Maréchal de camp und in diesem Rang wechselte gleichzeitig zur Armée du Nord.
Am 18. Oktober 1820 wurde d’Avrange offiziell in den Ruhestand verabschiedet. Er zog sich ins Privatleben zurück und ließ sich zusammen mit seiner Familie in Saargemünd nieder. Er starb eine Woche vor seinem 78. Geburtstag am 29. Oktober 1823 in Saargemünd und fand dort auch seine letzte Ruhestätte.

## Ehrungen
- 26. Dezember 1784 Ordre royal et militaire de Saint-Louis
- 21. Oktober 1786 baron de l’Émpire
- 7. Februar 1804 Ritter der Ehrenlegion